# Gilberto (football, 1982)
Pour les articles homonymes, voir Gilberto.
Felisberto Sebastião da Graça Amaral dit Gilberto est un footballeur international angolais né le 21 septembre 1982.

## Biographie
Tout en jouant pour Al Ahly en Égypte, Gilberto était bien connu pour s’intégrer à la tactique de l’équipe. La tactique était que Gilberto courrait sur le côté du terrain, puis traverserait le ballon à la fin pour Flavio qui marquerait avec la tête. Avec Al Ahly, Gilberto a affronté de nombreuses équipes de classe mondiale telles que le FC Barcelone et la Roma. Il a aidé son équipe à remporter le succès national avant de devenir la seule équipe au monde à se qualifier deux fois de suite pour la Coupe du Monde des Clubs.
Le 26 juillet 2015, lors d'un match de Benfica de Luanda, Gilberto a été éliminé à la suite d'un tacle d'un adversaire de Progresso do Sambizanga. Il est ensuite resté inconscient pendant environ vingt minutes avant d'être réanimé par le service médical et immédiatement conduit à l'hôpital. Un médecin a déclaré qu'aucune blessure n'avait été détectée lors des tests médicaux. Peu de temps après, il a annoncé sa retraite en tant que joueur et qu'il occupait un poste de bureau à Benfica de Luanda.

## Carrière
Il commence sa carrière professionnelle à Luanda, où il est rapidement recruté par Al Ahly. Au Al Ahly SC, où il a joué contre des équipes de rang mondial, comme le Barça ou l'AS Roma, il a participé à la qualification de son équipe à la Coupe du monde des clubs, deux années d’affilée.